# Adamov zastávka
Adamov zastávka – przystanek kolejowy w miejscowości Adamov, w kraju południowomorawskim, w Czechach. Znajduje się na wysokości 250 m n.p.m.
Jest zarządzany przez Správę železnic. Na przystanku znajdują się kasy biletowe, na których istnieje możliwość zakupu biletów na wszystkie pociągi w tym międzynarodowe oraz rezerwacji miejsc.

## Linie kolejowe
- 260 Česká Třebová - Brno